# Osvobodilna fronta

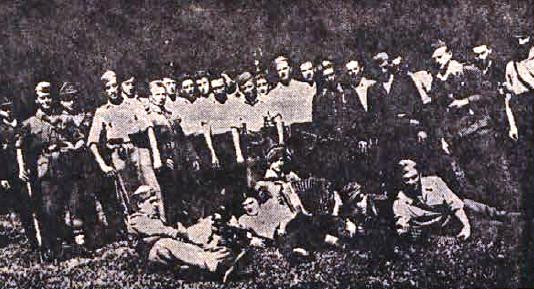
Ochranná rota oddílu Kozjan na setkání Osvobozenecké fronty v parku Srebrne v Plešivaci. 15. srpna 1944.

Osvobozenecká fronta (slovinsky Osvobodilna fronta; OF) byla slovinská politická organizace, která vznikla v reakci na okupaci Slovinska za druhé světové války. Jejím hlavním úkolem byla organizace ozbrojeného odporu proti okupaci až do konečného osvobození a v poválečném období zajištění masové účasti na politickém dění. Osvobozenecká fronta vznikla v dubnu 1941 a v dubnu 1953 zanikla přeměnou v Socialistický svaz pracujícího lidu.

## Vznik a vývoj za války
26. dubna 1941 se ve vile literárního kritika a esejisty Josipa Vidmara v Rožne dolině uskutečnila schůzka, níž se zúčastnily skupiny spolupracující před okupací Jugoslávie ve Svazu přátel Sovětského svazu. Komunistickou stranu Slovinska zastupoval Boris Kidrič, Aleš Bebler a Boris Ziherl, křesťanské socialisty Tone Fajfar, sokoly Josip Rus, kulturní pracovníky pak Josip Vidmar, France Šturm a Ferdo Kozak. Účastníci se shodli na zorganizování ozbrojeného odporu proti okupaci. Organizace se v duchu koncepce Kominterny nazvala Protiimperialistickou frontou (Protiimperialistična fronta, PIF), po německém útoku na Sovětský svaz v červnu 1941 pak změnila název na Osvobozeneckou frontu. Později bývá uváděna i jako Osvobozenecká fronta slovinského národa (Osvobodilna fronta Slovenskega naroda; OF SN).
Osvobozenecká fronta sdružovala patnáct subjektů. Zakládajícími čtyřmi členy byli Komunistická strana Slovinska, křesťanští socialisté, Národní demokraté – Sokolové a Kulturní skupina. Dalšími členy byli například Svaz inženýrů, Čoševova skupina, která zastupovala studenty Univerzity v Lublani, nebo skupina Stará pravda, která byla v průběhu roku 1942 vyloučena za svůj postoj k Mihailovićovu hnutí. Od září 1944 do konce války nebyly přijímány žádné další členské subjekty. Po válce pak do OF vstoupila Protifašistická fronta žen Slovinska, Lidová mládež Slovinska a Jednotné odbory.
Již v roce 1941 zformulovala Osvobozenecká fronta své základní zásady, z nichž prvních sedm bylo přijato na čtvrtém zasedání Nejvyššího pléna 1. listopadu 1941, poslední dvě pak 21. prosince 1941 na zasedání výkonného výboru OF (IO OF). Zásady se týkaly především zahájení národněosvobozeneckého boje proti okupantům a postavení Slovinců v poválečném období.
V březnu 1942 odstavila OF svého hlavního konkurenta – Slovinské společenství, které vzniklo na popud jugoslávské exilové vlády. OF zaslala představitelům Slovinského společenství – především bývalým důstojníkům jugoslávské královské armády – falešné povolávací rozkazy, díky kterým se spustila vlna zatýkání. Mimoto OF zrealizovala několik úspěšných atentátů na kolaboranty – zlikvidován byl drávský bán Marko Natlačen nebo teolog a politik Lambert Ehrlich.
V průběhu druhé světové války (a národněosvobozeneckého boje) vytvořila Osvobozenecká fronta nejen paralelní státní struktury, ale i zázemí – tiskárny, rozhlas, zdravotnickou službu, soudy, školy aj.
V rámci OF pak získali dominantní postavení komunisté, což bylo ztvrzeno v únoru 1943 i Dolomitským prohlášením, kterým byla deklarována absolutní jednota OF a kterým byla formálně přiznána vedoucí úloha Komunistické straně Slovinska.

## Organizační struktura
Vytvořená organizační struktura OF se v mnoha ohledech pokoušela napodobit předválečné politické strany. Na nejnižší úrovni se nacházely místní výbory, které byly roztroušeny po celém území Slovinska. Sekretariát a výkonný výbor byl složen ze všech zúčastněných skupin. Nejvyšším orgánem OF bylo Nejvyšší plénum, později zvané Slovinský národněosvobozenecký výbor (Slovenski narodnoosvobodilni odbor; SNOO) a od února 1944 přejmenovaný na Slovinskou národněosvobozeneckou radu (Slovenski narodnoosvobodilni svet; SNOS).
Postupně se na celém území Slovinska rozšířily místní výbory, které byly podřazeny pod oblastní výbory (okrajne odbore, OkO). Oblastní výbory podléhaly okresním výborům (okrožne odbore, OO OF), které byly zase podřazeny pod provinční výbory (pokrajinske odbore, PNOO či PO OF). Provinční výbory se nacházely ve Štýrsku, Horním Kraňsku, Přímoří a v Korutanech.
Organizační struktura byla odstupňována od terénních výborů, přes oblastní, okresní a provinční do Nejvyššího pléna. Každý výbor se skládal z tří až patnácti zástupců. Tajemníci výborů byli často místní tajemníci Komunistické strany Slovinska.

### Výkonný výbor Osvobozenecké fronty
28. července 1941 byl ustaven pracovní výbor ve složení: Boris Kidrič, Edvard Kardelj, Tone Fajfar, Josip Rus a Josip Vidmar. V srpnu byl výbor rozšířen o dva členy – Edvarda Kocbeka a France Lubeje-Drejče a byl přejmenován na výkonný výbor (Izvršni odbor; IO OF). 1. října se členem stal Franc Leskošek. 12. prosince byli Rus a Kocbek delegováni do výkonného výboru AVNOJe. 12. ledna 1943 se členy IO OF stali Marijan Brecelj a Zoran Polič.
Do dubna 1943 měl výkonný výbor tříčlenný sekretariát – Rus byl předsedou, členy byli Kidrič a Fajfar. Při IO OF působily i komise a výbory.

### Nejvyšší plénum Osvobozenecké fronty
Nejvyšší plénum (Vrhovni plenum OF) bylo od června 1941 do října 1943 nejvyšším orgánem Osvobozenecké fronty. Bylo složeno ze zástupců všech skupin zapojených v OF. Do italské kapitulace v září 1943 působil v Lublani, poté na osvobozeném území.
Na prvním zasedání 15. června 1941 byla přijata hesla OF a na druhém zasedání 28. července 1941 zvolil členy výkonného výboru. Na třetím zasedání 16. září 1941 se Nejvyšší plénum přeměnilo na Slovinský národněosvobozenecký výbor (SNOO), který představoval zákonodárný orgán OF. Na třetím zasedání bylo přijato několik zásadních dekretů, které zakázaly jiné OF podobné organizace, deklarovaly spojení OF s podobnými partyzánskými orgány v Jugoslávii aj. Na čtvrtém zasedání 1. listopadu 1941 bylo přijato prvních sedm zásad OF. Na pátém zasedání OF 6. listopadu 1942 po italské ofenzivě přijal SNOO usnesení o posílení jednoty OF.
Po kapitulaci Itálie přešli členové SNOO na osvobozená území a měli několik zasedání ve městě Soteska. 16. září 1943 bylo přijato usnesení o připojení slovinského Přímoří a vytvoření tzv. Velkého Slovinska.
V říjnu 1943 bylo zvoleno nové stodvacetičlenné plénum OF. V září 1944 se pak bývalí členové Nejvyššího pléna stali členy výkonného výboru.
SNOO zanikla v únoru 1944 přeměnou ve Slovinskou národněosvobozeneckou radu.

### Slovinská národněosvobozenecká rada
Slovinská národněosvobozenecká rada (Slovenski narodnoosvobodilni svet, SNOS) byla od února 1944 do října 1946 nejvyšším představitelem a zákonodárným orgánem v rámci slovinského národněosvobozeneckého boje a po skončení války Lidové republiky Slovinsko. Předchůdcem byl SNOO, který se 19. února 1944 v Črnomelji přejmenoval. Zpočátku měla SNOS 120 členů.
SNOS zanikla volbami do ústavodárné skupščiny 27. října 1946.

## Poválečný vývoj
Po válce se role Osvobozenecké fronty ještě zvýšila, místo organizování národněosvobozeneckého odporu se však zaměřila na organizování masových politických akcí. Zapojila se také do poválečné obnovy země.
První kongres se konal ve dnech 15. až 16. července 1945, který se věnoval státoprávním a ekonomickým otázkám. OF byla nově organizována na územním a pracovním principu. Na kongresu Lidové fronty Jugoslávie v Bělehradě konaném 5. – 7. srpna 1945 se OF stala nedílnou součástí Lidové fronty a byly k ní připojeny další masové organizace. Na druhém kongresu OF (26. – 28. duben 1948) se pokusila OF mobilizovat své členy k účasti na první pětiletce. Třetí kongres OF se konal u příležitosti desátého výročí založení OF ve dnech 26. až 28. dubna 1951. Věnoval se organizačním otázkám a rozvoji socialistické demokracie. V té době měla OF přes 676 tisíc členů, což představovalo sedmdesát procent oprávněných voličů, a 3 560 místních organizací.
V dubnu 1953 OF zanikla přejmenováním na Socialistický svaz pracujícího lidu.